# Ellen Johnson Sirleaf
Pour les articles homonymes, voir Ellen Johnson (homonymie), Johnson et Sirleaf.
Ellen Johnson Sirleaf, née le 29 octobre 1938 à Monrovia (Liberia), est une femme d'État libérienne, présidente de la République du 16 janvier 2006 au 22 janvier 2018.
Économiste formée aux États-Unis, elle est la première femme élue au suffrage universel à la tête d'un État africain.
Elle est corécipiendaire du prix Nobel de la paix en 2011.

## Biographie

### Origines et études
Deux de ses grands-parents sont nés au Liberia. Son père, Jahmale Carney Johnson, adopté par une famille américano-libérienne, est diplômé du College of West Africa (Monrovia), une université méthodiste ; il exerçait la profession d'avocat. Elle a également pour ascendant Hilary R. W. Johnson, le premier président libérien né sur le sol de son pays. Elle doit son teint clair à un grand-père allemand du côté de sa mère. Elle grandit dans une famille aisée. À 17 ans, elle se marie avec James Sirleaf, alors plus âgé qu'elle, qui est fonctionnaire au ministère de l'Agriculture et qui lui permet de poursuivre ses études aux États-Unis. James Sirleaf est alcoolique et la menace, ainsi que ses enfants. Il va même jusqu'à venir la gifler au ministère des Finances où elle travaille, parce qu'elle rentre selon lui trop tard. Après six ans de mariage, elle divorce en 1961, après que son mari a pointé un pistolet sur elle en présence de son fils.
Elle effectue ses études en Amérique et reçoit un baccalauréat ès sciences en comptabilité au Madison Business College, à Madison (Wisconsin) en 1964, un diplôme d'économie de l'université du Colorado en 1970, et un master en administration publique de l'université Harvard en 1971. Elle est membre de la sororité afro-américaine Alpha Kappa Alpha, la première sororité créée en 1908.
Elle est membre de l'Église méthodiste unie,.

### Débuts en politique: l'opposition
Elle est secrétaire d'État aux Finances entre 1972 et 1978, puis ministre des Finances entre 1979 et 1980. Cette même année, Samuel Doe effectue un coup d'État et fait assassiner le président en exercice William Richard Tolbert à son domicile puis treize de ses ministres sur une plage, lors d'une exécution publique et filmée. Ellen Johnson Sirleaf y survit car elle est une femme et parce que le nouveau président ne peut pas totalement décapiter l'appareil bureaucratique. Elle parvient néanmoins à s'exiler puis revient plus tard, déclarant vouloir faire campagne contre le président, ce qui l'amène à être à nouveau menacée de mort. À partir de 1985, elle est condamnée à une peine de dix ans de prison pour s'être opposée au régime militaire de Samuel Doe, mais est autorisée à quitter le pays peu de temps après. Son opposition politique lui vaut le surnom de « Dame de fer ».

### Carrière d'économiste
Elle repart aux États-Unis, poursuit sa carrière dans le domaine financier en travaillant comme économiste pour la Banque mondiale et la Citibank. Elle dirige par exemple le PNUD africain (Programme des Nations unies pour le développement).
En 1997, elle finance la campagne présidentielle de Charles Ghankay Taylor, chose qu'elle reconnaîtra être une erreur. La commission « Vérité et réconciliation », à cause de son implication dans le financement de factions armées, exigera que Jonhson Sirleaf soit interdite d'occuper pendant trente ans des responsabilités officielles,,.

### Élection présidentielle de 2005 et premier mandat présidentiel

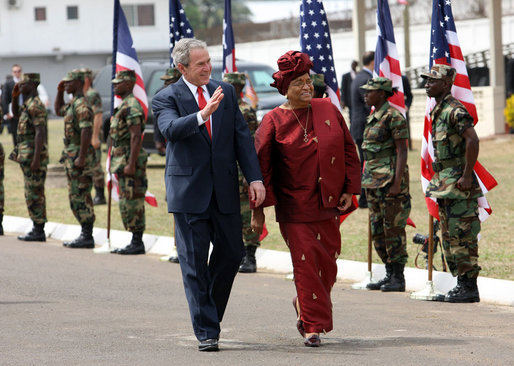
Ellen Johnson Sirleaf et le président américain George W. Bush (2008).

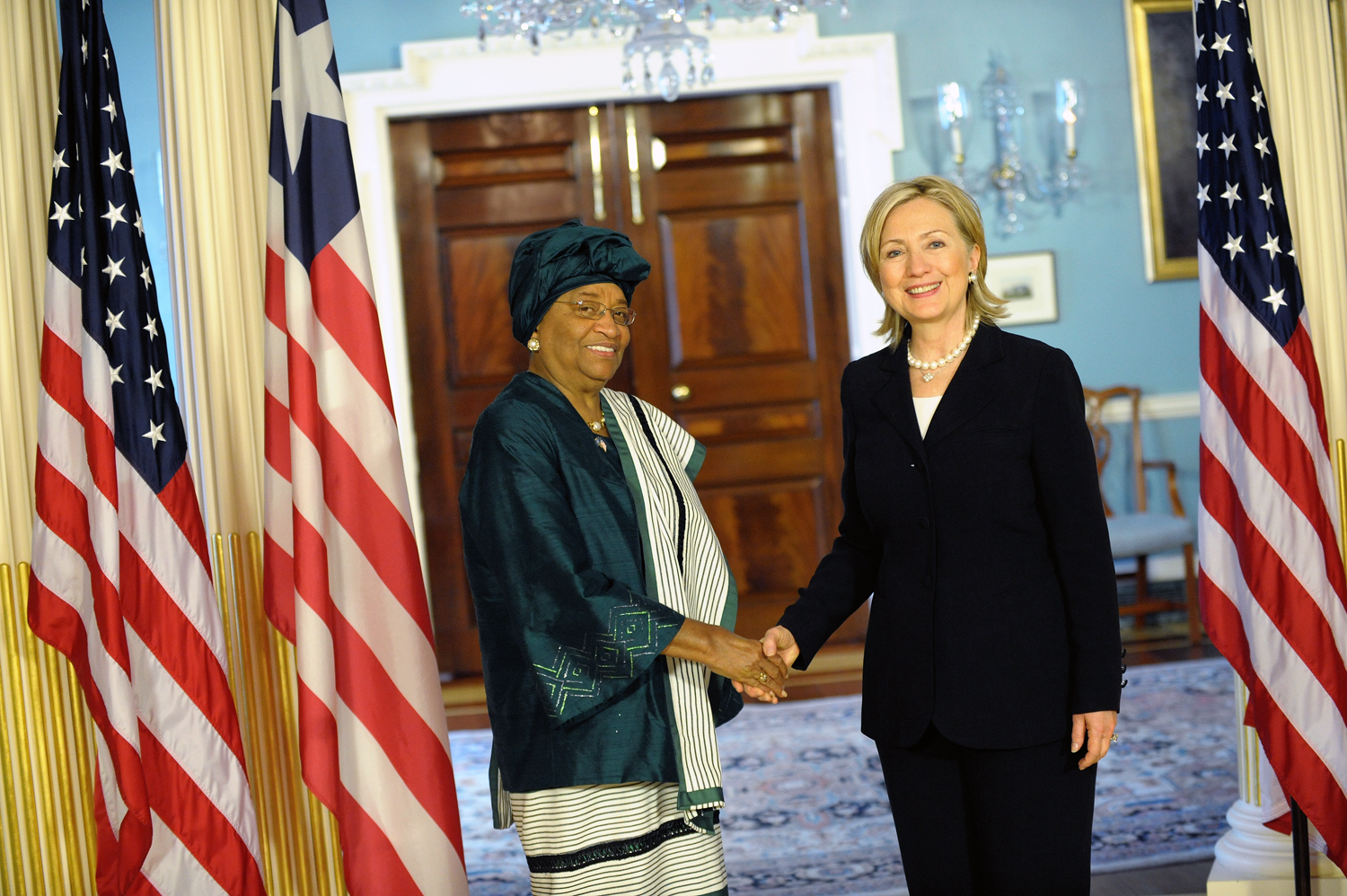
Ellen Johnson Sirleaf et la secrétaire d'État américaine Hillary Clinton (2010).

Candidate à la présidence de la république du Liberia pour le Parti de l'unité, elle franchit le premier tour en octobre 2005 et se retrouve au second opposée à George Weah le 8 novembre. Selon les résultats définitifs publiés le 23 novembre, l'ancienne ministre des Finances recueille 59,4 % des voix lors du second tour du 8 novembre contre l'ex-vedette internationale du football, qui a obtenu 40,6 % des suffrages.
Ellen Johnson Sirleaf est investie présidente de la République, le 23 novembre 2005. Elle est la première femme élue à la présidence d'un pays africain. Le 16 janvier 2006, elle prête serment devant le président de la Cour suprême Henry Reed Cooper, lors d'une cérémonie de prise de fonctions à laquelle ont assisté des milliers de civils ainsi que de nombreux dirigeants africains et diplomates étrangers. Son vice-président est Joseph Boakai.
Le 17 mars 2006, lors d’une séance publique du Conseil de sécurité des Nations unies, Ellen Johnson Sirleaf demande la levée des sanctions sur les exportations de diamants et le maintien d’une présence de l’ONU dans le pays, indiquant que la stratégie du gouvernement en matière de maintien de la paix « repose sur quatre piliers : sécurité, primauté du droit et gouvernance, relance économique et reconstruction des infrastructures ». Durant son premier mandat, la moitié des routes autour de Monrovia sont refaites, ville où l'eau courante et l'électricité sont redevenues monnaie courante, mais le chômage (80 %) et la pauvreté sont toujours aussi forts. Le Liberia fait toujours partie des quinze pays les moins développés du monde selon les Nations unies. Elle place la lutte contre la corruption comme l'une de ses priorités et bénéficie de ses contacts dans la finance internationale pour débloquer des prêts pour son pays.
Le 5 novembre 2007, le président des États-Unis George W. Bush lui remet la médaille présidentielle de la Liberté. Le 7 octobre 2011, elle est récompensée du prix Nobel de la paix qu'elle partage avec sa compatriote Leymah Gbowee et la Yéménite Tawakkul Karman. Cette distinction provoque un relent de désaccord au sein de l'opposition politique du pays et certains[Qui ?] y voient un coup de pouce de la part d'Hillary Clinton en vue de l'approche des élections présidentielles de 2011.

### Élection présidentielle de 2011 et second mandat
Elle remporte l’élection présidentielle de 2011, alors que son opposant, Winston Tubman, a appelé au boycott (dénonçant notamment des fraudes), ce qui induit un faible taux de participation aux votes de 37,4 %.
Ellen Johnson Sirleaf est investie le lundi 16 janvier 2012 pour un second mandat à la tête de son pays. La secrétaire d’État américaine Hillary Clinton et plusieurs présidents de la région sont présents à la cérémonie.
Le 19 mars 2012, elle défend les lois criminalisant l'homosexualité au Liberia.
En 2014, elle est interpellée sur le fait que les femmes n'ont toujours pas accès à la propriété foncière dans son pays, malgré des promesses exprimées via Reuters un an plus tôt.
En octobre 2014, elle lance un appel à l'aide internationale pour lutter contre la propagation du virus Ebola. Deux mois plus tôt, elle avait limogé les ministres de son gouvernement qui n'étaient pas revenus dans le pays pour aider à combattre le virus.
En 2017, elle est citée dans le scandale des Paradise Papers.
Son mandat prend fin le 22 janvier 2018, lorsque George Weah, élu le 26 décembre 2017 face au vice-président sortant Joseph Boakai, prend ses fonctions.

## Fonctions gouvernementales
- 1972-1978 : secrétaire d'État aux Finances du Liberia
- 1979-1980 : ministre des Finances du gouvernement du Liberia
- 1982-1985 : vice-présidente de la région Afrique pour le bureau de Citibank, Nairobi
- 1986-1992 : vice-présidente et membre du comité de direction de la banque Équateur, Washington, D.C.
- 1988-1999 : membre du comité de direction The Synergos Institute
- 1992-1997 : directrice du bureau Afrique du Programme des Nations unies pour le développement
- 1997 : dirigeante du Parti de l'unité
- 2004-2005 : présidente de la Commission de bonne gouvernance (Liberia)
- 2005 : dirigeante du Parti de l'unité ; candidate à la présidence
- 2006 : présidente de la République

## Autres responsabilités non-gouvernementales

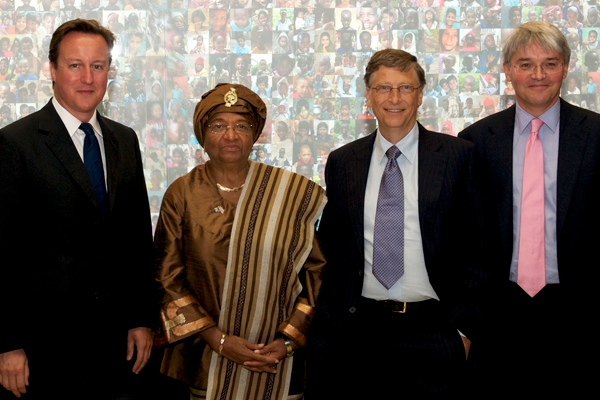
Le Premier ministre britannique David Cameron, Ellen Johnson-Sirleaf, Bill Gates et Andrew Mitchell (2011).

- Membre fondateur de l'institut International pour les dirigeantes femmes en politique ;
- Membre du conseil d'investissement pour la croissance de l'Afrique moderne ;
- Membre du comité de Moderne Africa Fund Managers ;
- Présidente de la banque du Liberia pour le Développement et d'investissement ;
- Présidente de la Kormah Development and Investment Corporation ;
- Senior Responsable des prêts de la Banque mondiale ;
- Présidente de la Commission de vérité et de réconciliation libérienne ;
- Vice-présidente de la Citibank.

En 2006, elle est classée comme la 51e femme la plus puissante au monde par le magazine Forbes. En 2007, elle est classée 100e et en 2008, 66e.

## Distinctions

### Prix
- 1988 : Prix des quatre libertés de Roosevelt dans la catégorie Liberté d'expression
- 2006 : Freedom Award (en)
- 2007 : Médaille présidentielle de la Liberté
- 2011 : Prix Nobel de la Paix partagé avec Leymah Gbowee et Tawakkul Karman
- 2012 : Prix Indira Gandhi (en)
- 2014 : Weltwirtschaftlicher Preis (de) (Prix d'économie globale) de la ville de Kiel
- 2017 : 100 Women
- 2017 : Prix Mo Ibrahim (en)[15]

### Honneurs
- 2006 : Doctorat honoris causa de l'université Marquette
- 2008 : Doctorat honoris causa de l'université de l'Indiana
- 2008 : Doctorat honoris causa de la Université Dartmouth (en)
- 2008 : Doctorat honoris causa de l'université Brown
- 2009 : Doctorat honoris causa de l'université de Tampa
- 2008 : Doctorat honoris causa de l'université Yale
- 2008 : Doctorat honoris causa de l'université Rutgers
- 2011 : Doctorat honoris causa de l'université Harvard[16]
- 2014 : Ange de la paix[17]
- 2016 : Doctorat honoris causa du Dartmouth College[18]

### Décorations
- Grand-croix de la Légion d'honneur, le 7 novembre 2012 par François Hollande
- Collier de l'ordre Pro Merito Melitensi (Malte)
- Commandeur de l'ordre de Mono (Togo)
- Order of the Pioneers of Liberia (en) (Liberia)
- Order of the Star of Africa (en) (Liberia)
- Ordre de la Rédemption africaine (Liberia)

## Vie privée
Ellen Johnson Sirleaf est mère de quatre enfants, elle a placé deux d'entre eux à des postes publics d'importance. Parmi ses enfants se trouvent Robert Sirleaf, ancien président du conseil d'administration de la compagnie nationale de pétrole du Liberia et conseiller spécial de sa mère, qui perd en 2014 les sénatoriales face à George Weah pour le siège du comté de Montserrado ; un autre fils assure la direction des services de renseignement du pays : un troisième enfin était vice-gouverneur de la banque centrale.

## Publications
- The Child Will Be Great, éditions Harper, 2009  (ISBN 978-0061353482)